# Tityus chilensis
Espèce
Tityus chilensis est une espèce de scorpions de la famille des Buthidae.

## Distribution
Cette espèce est endémique de la région d'Arica et Parinacota au Chili. Elle se rencontre vers General Lagos.

## Description
Le mâle holotype mesure 37,8 mm.

## Étymologie
Son nom d'espèce, composé de chil[e] et du suffixe latin -ensis, « qui vit dans, qui habite », lui a été donné en référence au lieu de sa découverte, le Chili.

## Publication originale
- Lourenço, 2005 : « Confirmation de la présence de la famille des Buthidae C.L. Koch, 1837 au Chili (Chelicerata, Scorpiones). » Boletín de la Sociedad Entomológica Aragonesa, no 37, p. 109-112 (texte intégral).